# Wetenschappelijke Tijdingen
Wetenschappelijke tijdingen is een tijdschrift, dat volgens de ondertitel voluit Wetenschappelijke tijdingen op het gebied van de geschiedenis van de Vlaamse Beweging heet. Het wordt vaak afgekort tot Wt en verschijnt sinds 1935.

## Geschiedenis
Wetenschappelijke tijdingen werd in 1935 opgericht door Jozef Goossenaerts als orgaan van de Vereniging voor Wetenschap (1935-2004). Het tijdschrift moest als publicatiekanaal voor de Vlaamse Wetenschappelijke Congressen dienen. Het moest tevens de vervlaamsing van het hoger onderwijs en de vernederlandsing van de wetenschap stimuleren. Van 1963 tot 1967 werd het tijdschrift geleid door Michel Hanot, van 1968 tot 1993 door Gilbert De Smet.
In 1980 werd de initiële doelstelling van de vereniging herbekeken. Sindsdien richt Wt haar werking op het bevorderen van de studie van de geschiedenis van de Vlaamse en Groot-Nederlandse beweging in haar breedste betekenis en dit 'op strikt wetenschappelijke wijze'. (Hiermee werd impliciet toegegeven dat het wetenschappelijk gehalte van sommige bijdragen in het verleden minder sterk was.)
In 1994 werd Frans-Jos Verdoodt aangesteld als redactiesecretaris, terwijl het Archief en Documentatiecentrum voor het Vlaams Nationalisme (ADVN), waarvan Verdoodt toen directeur was, optrad als gastheer. Het ADVN zorgde zo voor de bureauredactie, de uitgave, het abonnementenbeheer e.d. Op inhoudelijk vlak functioneerde de redactie volkomen autonoom. Die toestand bleef ongewijzigd toen de Vereniging voor Wetenschap in 2004 het tijdschrift volledig overdroeg aan het ADVN.